# Thomas Pidcock
Thomas Pidcock (Leeds, 30 de julho de 1999) é um ciclista do Reino Unido que corre para a equipa
Q36.5 pro cycling 
Em 2017, ganhou o mundial júnior de ciclocross, a Paris-Roubaix júnior e proclamou-se campeão no Campeonato Mundial de Ciclismo em Estrada de Bergen na prova contrarrelógio junior.
Conquistou o ouro no cross-country nos Jogos Olímpicos de 2020. Foi novamente campeão dessa categoria em Paris 2024.

## Palmarés

### Estrada
- 2017
  - Grande Prêmio Rüebliland
  - Paris-Roubaix juniors
  - Campeonato Mundial Contrarrelógio Junior

- 2019
  - 1 etapa do Triptyque des Monts et Châteaux
  - Paris-Roubaix sub-23
  - Tour de Alsacia, mais 1 etapa
  - 3.º no Campeonato Mundial em Estrada sub-23 [4]

- 2020
  - Giro Ciclistico d'Itália, mais 3 etapas

- 2021 
  - Flecha Brabanzona

### Ciclocross
2016-2017
- Campeonato Mundial de Ciclocross Junior
- Campeonato Europeu de Ciclocross Junior

2017-2018
- National Trophy Séries
- 1.º Abergavenny

2018-2019
- Campeonato Mundial de Ciclocross sub-23
- Campeonato Europeu de Ciclocross sub-23
- Campeonato do Reino Unido de Ciclocross

2019-2020
- 2.º no Campeonato Mundial de Ciclocross   Campeonato do Reino Unido de Ciclocross

2020-2021
- 12.º geral Superprestigio
- 1.º Gavere

### Mountain Bike
- 2020
  - Campeonato Mundial sub-23 de Ciclismo de Montanha em Cross-country  
  - Campeonato Mundial de Ciclismo de Montanha com Bicicleta Eléctrica  [5]

## Resultados

### Clássicas e campeonatos
| Corrida                | Corrida                | 2018 | 2019 | 2020 | 2021 |
| ---------------------- | ---------------------- | ---- | ---- | ---- | ---- |
| Omloop Het Nieuwsblad  | Omloop Het Nieuwsblad  | —    | —    | —    | 55.º |
| Kuurne-Bruxelas-Kuurne | Kuurne-Bruxelas-Kuurne | —    | —    | —    | 3.º  |
| Strade Bianche         | Strade Bianche         | —    | —    | —    | 5.º  |
|                        | Milão-Sanremo          | —    | —    | —    | 15.º |
| E3 Saxo Bank Classic   | E3 Saxo Bank Classic   | —    | —    | X    | 25.º |
| Através de Flandres    | Através de Flandres    | —    | —    | X    | 43.º |
|                        | Volta à Flandres       | —    | —    | —    | 41.º |
| Flecha Brabanzona      | Flecha Brabanzona      | —    | —    | —    | 1.º  |
| Amstel Gold Race       | Amstel Gold Race       | —    | —    | —    | 2.º  |
| Europeu em Estrada     | Europeu em Estrada     | —    | —    | 55.º |      |
| Reino Unido em Estrada | Reino Unido em Estrada | 38.º | 43.º | X    |      |

—: não participa

Ab.: abandono 

## Equipas
- Team Wiggins (2018-2019)
- Ineos Grenadiers (02.2021-)